# 釜ヶ谷川
釜ヶ谷川（かまがだにがわ）は、徳島県那賀郡那賀町を流れる那賀川水系の河川である。

## 地理
徳島県那賀郡那賀町の雲早山（1495.9m）の水源から那賀町内を経て坂州木頭川の支流である沢谷川へ合流する。河川は徳島県道253号山川海南線と並行して流れていく。
流域には日本の滝百選、とくしま88景、とくしま水紀行50選に選定されている大釜の滝がかかる。

## 自然景勝地
- 大釜の滝
- 釜谷峡

## 流域の自治体
徳島県
那賀郡那賀町